# Omphax modesta
Omphax modesta là một loài bướm đêm trong họ Geometridae.